# SU Dives-Cabourg
Sport Union Dives-Cabourg là một câu lạc bộ bóng đá Pháp. Họ được thành lập vào năm 1929 với tên gọi Sport Union Divaise. Đội có trụ sở tại thị trấn Dives-sur-Mer và sân vận động của đội là Stade André Heurtematte.
Vào tháng 5 năm 2016, đội sáp nhập với hàng xóm AS Cabourg để thành lập câu lạc bộ hiện tại.
Từ năm 2016 đến 2018, đội đã chơi trong Championnat National 3, đã giành chiến thắng trong một trận chiến pháp lý để có được vị trí cho mùa giải 2016-17 sau khi mùa giải bắt đầu. Đội đã xuống hạng năm 2018 đến Regional 1 Normandy.